# John Hoskyns, 2. baronet
Sir John Hoskyns, 2. baronet, angleški plemič in politik, * 23. julij 1634, † 12. september 1705.
Bil je eden od ustanoviteljev Kraljeve družbe; predsednik Kraljeve družbe je bil med letoma 1682 in 1683.